# جو فالك
جو فالك (بالإنجليزية: Joe Falk)‏ هو مالك فريق ناسكار ‏ أمريكي، ولد في 30 يناير 1951 في تشيسابيك في الولايات المتحدة.

## وصلات خارجية
- جو فالك على موقع Racing-Reference.info (الإنجليزية)